# Frank Bainimarama
Josaia Voreqe Bainimarama, meglio noto come Frank Bainimarama (Kiuva, 27 aprile 1954), è un politico e ammiraglio figiano, ufficiale di marina e comandante in capo delle Forze armate figiane dal 1999 al 2014 nonché per due volte Presidente delle Figi, dal 29 maggio al 13 luglio 2000 e dal 5 dicembre 2006 al 4 gennaio 2007, a seguito di altrettanti colpi di Stato.
Dal 5 gennaio 2007 al 24 dicembre 2022 è stato in carica come Primo ministro delle Figi.

## Biografia
Frank Bainimarama è nato sull'isola di Bau, in provincia di Tailevu. Ha due fratelli, Ratu Meli Bainimarama e Ratu Timoci Bainimarama, è sposato con Maria Makitalena ed ha sei figli. Ammette di avere una passione per lo sport e soprattutto per il rugby e per l'atletica, è cristiano protestante di confessione metodista.

### Carriera militare
Si è arruolato nella Marina militare delle Figi il 26 luglio 1975, e ha ottenuto il grado di tenente nel 1984. Nel 1985 gli è stato affidato il comando della nave HMFS Kikau.
Nel 1986, è stato schierato con la Multinational Force and Observers. Nel 1988 è stato promosso a comandante della Divisione Marina delle Fiji, e ha ottenuto il grado di capitano nel 1995. Il 25 febbraio 1999, è stato nominato capo dell'esercito.
Il 5 marzo 2014, Bainimarama si dimette dal suo incarico comandante delle Forze Armate, rimanendo a capo del governo come mero ordine civile di partecipare alle elezioni parlamentari nel mese di settembre. Il generale Mosese Tikoitoga gli succedette come comandante dell'esercito.